# Guillermo Vera Soto
Guillermo Vera Soto (n. 7 de junio de 1958, Talagante, Chile) es un obispo de la Iglesia católica oriundo de Isla de Maipo que fue párroco de Talagante, Curacaví y Melipilla. Desde 2021 se desempeña como obispo titular de la Diócesis de Rancagua. Anteriormente, fue obispo de Calama (2003–2010) y obispo de Iquique (2014–2021), hasta ser ordenado al episcopado.

## Reseña biográfica

### Inicios
Guillermo Vera Soto nació el 7 de junio de 1958 en Isla de Maipo, Región Metropolitana de Santiago. Sus Padres fueron don Pedro Patricio Vera Gómez y doña Lucía del Tránsito Soto Santander. 
Cursó su enseñanza Primaria y Secundarios en el Colegio "María Regina" de la Congregación de las Religiosas Josefinas de la Santísima Trinidad. Creció en una familia católica de Isla de Maipo, localidad donde se venera especialmente la advocación de la Virgen de la Merced, cuya devoción marcó su vida espiritual desde la infancia. Posteriormente ingresó al Seminario Pontificio Mayor de Santiago, donde cursó estudios de Filosofía y Teología, en preparación para el ministerio sacerdotal.

### Sacerdocio
Guillermo Vera Soto fue ordenado sacerdote el 12 de junio de 1982 en la catedral de Santiago, por monseñor Manuel Camilo Vial Risopatrón, entonces obispo auxiliar de Santiago. Posteriormente fue incardinado en la Diócesis de Melipilla, creada en 1991. Ejerció como párroco en la parroquia Inmaculada Concepción de Talagante y luego en la parroquia de Curacaví.
El 3 de enero de 1993 asumió como párroco de la catedral de Melipilla, a la edad de 34 años, sucediendo al presbítero Rosendo Gálvez, quien había acompañado el proceso de construcción del templo y la creación de la nueva diócesis. La catedral había sido consagrada en 1992, aunque aún no estaba completamente terminada. 
Durante su servicio en Melipilla, fue elegido en varias ocasiones como decano por los sacerdotes de la zona. En 1999, organizó las celebraciones de despedida del primer obispo de Melipilla, monseñor Pablo Lizama, quien fue trasladado al Obispado Castrense. En el año 2000, participó en la recepción del nuevo obispo, monseñor Enrique Troncoso. Además, fue miembro del Consejo de Gobierno Diocesano, y desempeñó funciones como vicario para la familia y la vida consagrada, acompañando distintas comunidades religiosas presentes en la diócesis.

## Episcopado

### Prelado de Calama
El 10 de abril de 2003 San Juan Pablo II lo nombró Obispo Prelado de Calama, como sucesor de Mons. Cristian Contreras Molina.
Fue consagrado Obispo en Calama el 31 de mayo de 2003, en una solemne Eucaristía realizada en el estadio techado de Calama. hasta donde llegaron delegaciones de diversas comunidades donde había servido como párroco y ante la presencia de la mayoría de los Obispos de Chile. El consagrante fue Mons. Patricio Infante Alonso (Arzobispo emérito de Antofagasta) y los co-consagrantes, Mons. Pablo Lizama Riquelme (entonces Obispo Castrense) y Mons. Enrique Troncoso Troncoso (entonces Obispo de Melipilla)
Como Obispo Prelado se preocupó de re-organizar la vida eclesial, buscando ayuda a través de diversas congregaciones y desde diversos países. Así, logró establecer varias casas de religiosos y religiosas, aumentar el número de sacerdotes y atender mejor a los fieles. Pero sobre todo, se preocupó por las necesidades de la ciudad, de su gente, junto a un incansable trabajo por los más necesitados y el acompañar en la fe a los poblados del interior de la provincia El Loa. Por este motivo fue nombrado Hijo Ilustre de Calama.
Luego de un arduo crecimiento y maduración como Iglesia particular, Don Guillermo Vera solicita a S.S. el Papa Benedicto XVI, que la Prelatura territorial San Juan Bautista de Calama sea elevada al grado de Diócesis. Esta fue nombrada como Diócesis “San Juan Bautista de Calama”, el 20 de febrero de 2010, transformándose en su primer Obispo Diocesano.

### Obispo de Iquique
El 22 de febrero de 2014 el Papa Francisco lo nombra Obispo de Iquique. El pueblo, sus pastores y también la sociedad civil y autoridades, despidieron a Don Guillermo y agradecieron su gran labor en las tierras loínas.
Asume la Diócesis de Iquique el 29 de marzo de 2014, primero en un acto cívico en la ex-aduana y luego, en una solemne Eucaristía, acompañado por los Obispos de Chile, encabezados por el Administrador Apostólico, Mons. Pablo Lizama Riquelme.
Sin duda, una de las actividades que marcó su pastoreo en la tierra de campeones, fue toda la preparación y visita del Papa Francisco a Chile, quien visitó el país del 15 al 18 de enero de 2018. En la oportunidad, el Santo Padre estuvo presente en Iquique el 18 de enero, reuniendo a toda la Iglesia del norte grande y peregrinos chilenos y extranjeros. El sucesor de Pedro coronó en una solemne Eucaristía en el campo lobito, a la Virgen del Carmen de La Tirana.

### Obispo de Rancagua
El 8 de junio de 2021 el papa Francisco lo nombra Obispo de Rancagua, Diócesis que luego de la renuncia de Mons. Alejandro Goic, hubo un período de Sede Vacante de tres años, en los cuales hubo dos administradores apostólicos. Primero, monseñor Luis Fernando Ramos Pérez y luego monseñor Juan Ignacio González.
El día viernes 23 de julio de 2021, en medio de la Pandemia de Covid-19 y con estrictas medidas de salud, asumió la Diócesis de Rancagua en una Eucaristía donde sólo pudieron llegar representantes de las comunidades.